# Rasmus Schüller
Rasmus Schüller (Espoo, 18 de junio de 1991) es un futbolista finlandés que juega de centrocampista en el Djurgårdens IF de la Allsvenskan.

## Selección nacional
Es internacional con la selección de fútbol de Finlandia. Fue internacional sub-19 y sub-21 antes de convertirse en internacional absoluto el 23 de enero de 2013 en un amistoso frente a la selección de fútbol de Tailandia.

## Clubes
| Club                  | País           | Año       |
| --------------------- | -------------- | --------- |
| F. C. Honka           | Finlandia      | 2008-2011 |
| HJK Helsinki          | Finlandia      | 2012-2015 |
| BK Häcken             | Suecia         | 2016      |
| Minnesota United      | Estados Unidos | 2017-2019 |
| HJK Helsinki (cedido) | Finlandia      | 2017      |
| HJK Helsinki          | Finlandia      | 2020      |
| Djurgårdens IF        | Suecia         | 2021-     |

## Palmarés

### Títulos nacionales
| Título                       | Club         | País      | Año  |
| ---------------------------- | ------------ | --------- | ---- |
| Veikkausliiga                | HJK Helsinki | Finlandia | 2012 |
| Veikkausliiga                | HJK Helsinki | Finlandia | 2013 |
| Veikkausliiga                | HJK Helsinki | Finlandia | 2014 |
| Copa de Finlandia            | HJK Helsinki | Finlandia | 2014 |
| Copa de la Liga de Finlandia | HJK Helsinki | Finlandia | 2015 |
| Copa de Suecia               | BK Häcken    | Suecia    | 2016 |
| Veikkausliiga                | HJK Helsinki | Finlandia | 2017 |
| Copa de Finlandia            | HJK Helsinki | Finlandia | 2017 |
| Copa de Finlandia            | HJK Helsinki | Finlandia | 2020 |
| Veikkausliiga                | HJK Helsinki | Finlandia | 2020 |